# Alskäret (Vårdö, Åland)
Alskäret är en ö i Vårdö kommun på Åland (Finland). Den är en av Hulkaröarna i Delet ungefär halvvägs mellan Simskäla och Enklinge. 
Öns area är 18,6 hektar och dess största längd är 0,7 kilometer i nord-sydlig riktning.
Alskäret är mestadels kalt, men på öns nordöstra del finns en sänka med tät buskvegetation. På Alskäret finns flera större hällkar.